# Disiloxan
Disiloxan ist eine chemische Verbindung aus der Gruppe der Siloxane.

## Gewinnung und Darstellung
Disiloxan kann durch Reaktion von Monobromsilan, Monochlorsilan oder Monoiodsilan mit luftfreiem Eis gewonnen werden. Als Zwischenstufe bildet sich Hydroxysilan. 
{\displaystyle \mathrm {SiH_{3}Br+\ \ H_{2}O\longrightarrow SiH_{3}OH+\ HBr} }
{\displaystyle \mathrm {2\ SiH_{3}OH\longrightarrow H_{3}Si{-}O{-}SiH_{3}+\ H_{2}O} }

## Eigenschaften
Disiloxan ist ein farbloses, geruchloses, an Luft nicht selbstentzündliches Gas, das sich mit Wasser nur sehr langsam zersetzt. Bei Raumtemperatur ist es haltbar und zersetzt sich rasch erst oberhalb 400 °C. Mit Natronlauge entwickelt es sofort Wasserstoff. Im festen Zustand besitzt es eine orthorhombische Kristallstruktur mit der Raumgruppe P212121 (Raumgruppen-Nr. 19).